# Lottie Williams (actrice, née en 1866)
Pour les articles homonymes, voir Lottie Williams.
Charlotte Louise Johnson (1866 - 1929), connue en tant que Lottie Williams et Lottie Thompson est une actrice, chanteuse et danseuse américaine.
Pionnière du théâtre musical afro-américain (en), elle est surtout connue pour avoir joué dans plusieurs pièces de théâtre avec son second mari, Bert Williams (en), à la fois à Broadway et dans le vaudeville américain. Il s'agit notamment de plusieurs comédies musicales créées par le compositeur Will Marion Cook, le parolier Paul Laurence Dunbar et le dramaturge Jesse A. Shipp (en), dont Sons of Ham (en) (1900), In Dahomey (en) (1903) et Abyssinia (en) (1906). Dans ces comédies musicales, elle interprète principalement des personnages secondaires et est généralement chanteuse et/ou danseuse. Toutefois, elle tient le rôle-titre et la protagoniste principale de la comédie musicale My Tom-Boy Girl (1905) de Cook, Dunbar et Shipp.
En tant que danseuse, Lottie Williams est particulièrement associée au cake-walk et une esquisse d'elle aux côtés de son futur mari dans cette danse figure sur la couverture de la partition originale du Maple Leaf Rag de Scott Joplin, en 1899. Elle se retire de la scène en 1908, mais continue à soutenir son mari et sa carrière. Bien que les Williams n'aient pas d'enfants biologiques, le couple devient parent adoptif de trois des nièces de Lottie Williams après la mort de sa sœur en 1913. Elle meurt dans sa maison de Harlem en 1929. 

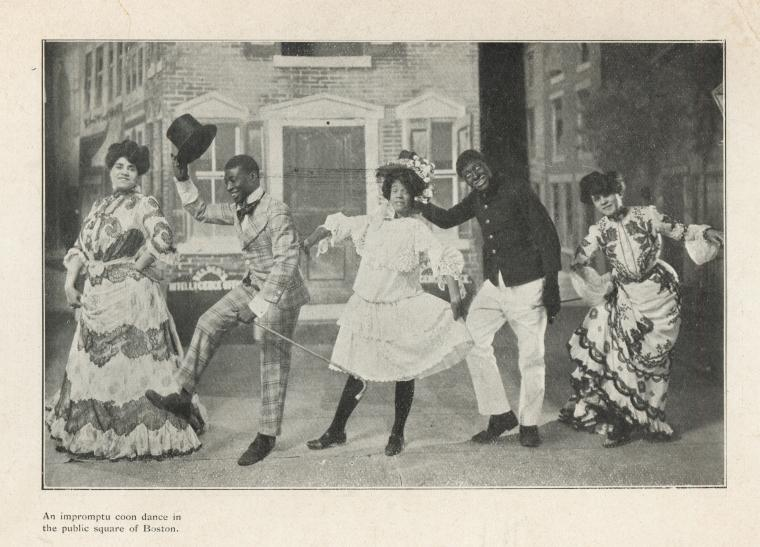
De gauche à droite, Hattie McIntosh, George Walker, Aida Overton Walker, Bert Williams et Lottie Williams dansant le cake-walk dans la pièce In Dahomey (en) de 1903.
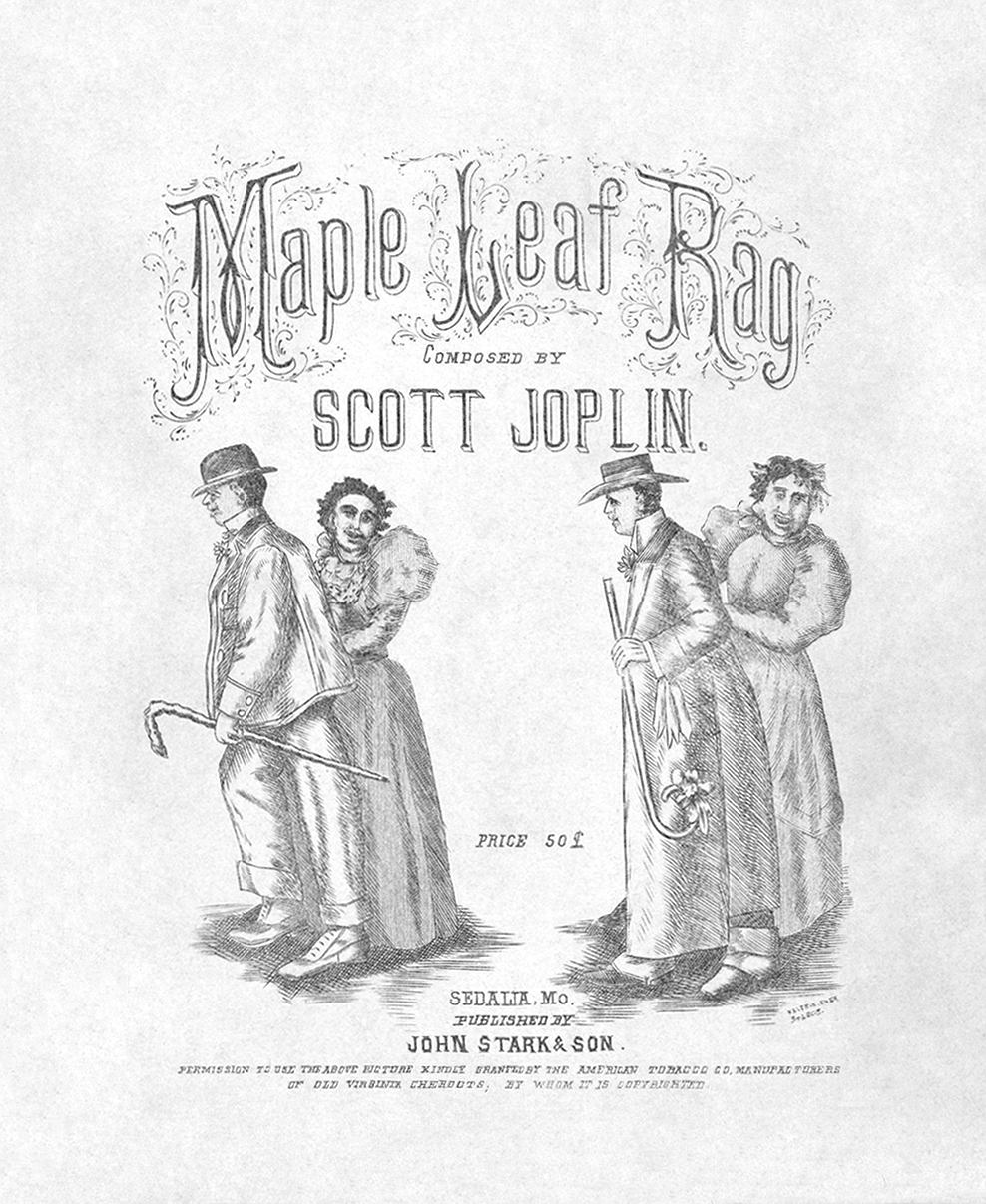
Couverture de la partition de Maple Leaf Rag, avec Bert Williams et George Walker ainsi que leurs futures femmes Aida Overton Walker et Lottie Thompson Williams dansant le cake-walk.